# Nacionalni parkovi Kazahstana
U Kazahstanu postoji 10 nacionalnih parkova. Prvi nacionalni park u Kazahstanu osnovan je 1985. godine pod nazivom Bajanaul. Najveći nacionalni park u Kazahstanu je Katon-Karagaj koji se nalazi na površini od 643,477 hektara zemlje.

## Nacionalni parkovi
| Ime                               | Utemeljen | Veličina (ha) | Slika                      |
| --------------------------------- | --------- | ------------- | -------------------------- |
| Nacionalni park Bajanaul          | 1985.     | 68.453        |                            |
| Nacionalni park Ile-Alatau        | 1996.     | 199.703       |                            |
| Nacionalni park Altin-Emel        | 1996.     | 161.153       | Национални парк Алтин-Емел |
| Nacionalni park Kokšetau          | 1996.     | 112.120       |                            |
| Nacionalni park Karkaralin        | 1998.     | 112.120       | Национални парк Алтин-Емел |
| Nacionalni park Burabaj           | 2000.     | 83.511        | Национални парк Алтин-Емел |
| Nacionalni park Katon-Karagaj     | 2001.     | 643.477       |                            |
| Nacionalni park Čarin             | 2004      | 127.050       |                            |
| Nacionalni park Sajram-Ugamsk     | 2006.     | 149.053       |                            |
| Nacionalni park Koljsajska jezera | 2007.     | 161.045       |                            |